# Intel-NetBurst-Mikroarchitektur
Die NetBurst-Architektur ist eine von Intel für den Pentium 4 neu entwickelte Mikroarchitektur, die bei mehreren CPU-Familien zum Einsatz kam.

## Technik
Die Architektur setzt auf eine sehr lange Pipeline in Verbindung mit einer sehr einfachen Architektur der (intern im Prozessor für die Operationen verwendeten) Mikroinstruktionen, durch die sehr hohe Taktraten erreicht werden sollen (bis über 4 GHz). Dabei kommen drei Schlüsseltechnologien zum Einsatz:

### Hyper Pipelined Technology
Dies ist der Name für die 20-stufige Pipeline des Pentium 4. Gegenüber dem Pentium III mit 10 Stufen wurde die Länge der Pipeline verdoppelt. Dadurch werden erheblich höhere Taktraten ermöglicht. Die längere Pipeline hat jedoch auch Nachteile: Die IPC-Rate muss geringer ausfallen, und der Leistungsverlust durch einen falsch vorhergesagten Sprung im Programm ist erheblich, da in diesem Fall der Inhalt der kompletten Pipeline entsorgt und neu sortiert werden muss. Intel versuchte daher, die Sprungvorhersage so genau wie möglich zu machen. Die Trefferquote liegt bei etwa 90 %, gegenüber dem Pentium III ergeben sich 33 % weniger falsch vorhergesagte Sprünge.
Die Pipeline wurde im Laufe der Zeit mit den neuen Prozessordesigns erweitert und umfasste im letzten Design 31 Stufen.

### Rapid Execution Engine
Weil ALUs im Chip jeweils paarweise vorhanden sind, können durch einen vorgeschalteten Multiplexer in einem Taktzyklus zwei Integeroperationen durchgeführt werden. Dadurch wird einerseits die niedrige IPC-Rate zum Teil wieder wettgemacht und zum anderen auch die Integer-Leistung der CPU verbessert.

### Execution Trace Cache
Der Execution Trace Cache ist Teil des L1-Caches der CPU. Dieser Cache speichert dekodierte Mikroinstruktionen, so dass die CPU beim Ausführen einer neuen Instruktion auf die zeitaufwändige Dekodierung verzichten kann. Darüber hinaus werden die Mikroinstruktionen in ihrer vorhergesagten Ausführungsreihenfolge im Cache abgelegt.

## Ende
Während der Pentium 4 konzeptbedingt eher durch immer neue Negativrekorde beim Stromverbrauch auf sich aufmerksam machte, gab es bei Hauptkonkurrent AMD in dieser Hinsicht eine Trendwende: Der Athlon 64 benötigt einerseits einen wesentlich geringeren Prozessortakt für die gleiche Leistung, andererseits verfügt er über eine dynamische Prozessortaktung (Cool’n’Quiet), welche die Leistungsaufnahme in vielen Fällen auf weit unter 20 W reduzieren kann.
Zudem brachten die immer höheren Taktraten der Kerne wegen der mit jedem Wechsel des Kerns länger werdenden Pipeline nicht ein gleiches Maß an Leistungssteigerung, und selbst die preiswerte Celeron-Reihe war teurer herzustellen als die eigentlich viel teurer verkauften Pentium-M-Prozessoren für den Notebook-Markt.
Dies alles führte dazu, dass Intel die Weiterentwicklung des Pentium 4 nach dem Prescott-Kern aufgab und die Arbeit an den Prescott-Nachfolgern Tejas und Jayhawk einstellte. Der letzte Pentium-4-Kern auf NetBurst-Basis ist der Cedar Mill, der in einem 65-nm-Fertigungsprozess hergestellt wurde.
Somit erwies sich die NetBurst-Architektur (hohe Taktfrequenzen, überlange Pipelines) als Sackgasse und führte letztlich zu den Intel-Prozessoren mit Core-Mikroarchitektur. Auch im Notebook- (Core-2-Mobilprozessoren) und im Server-Marktsegment (Xeon-Familie) hat Intel die gesamte x86-Produktpalette von NetBurst weggeführt, da Core sich durch wesentlich effizienteres Arbeiten bei gleichzeitig geringerem Energieverbrauch auszeichnet. Gleichzeitig rückte dadurch der Markenname Pentium in den Hintergrund. Dieser Mikroarchitekturwechsel ist im Prinzip eine Rückkehr zu Altbewährtem, da die Core-Mikroarchitektur eine Weiterentwicklung des Pentium M ist, dessen P6-Architektur bereits 1995 mit dem Pentium Pro begonnen wurde.

## CPUs mit NetBurst-Architektur
- Intel Pentium 4
- Intel Pentium 4 Extreme Edition
- Intel Pentium D
- Intel Pentium Extreme Edition
- Intel Celeron (Modelle mit Willamette- und Northwood-Kern)
- Intel Celeron D
- Intel Xeon (NetBurst)